# Vinelz
Vinelz (Frans (verouderd): Fenis) is een gemeente en plaats in het Zwitserse kanton Bern, en maakt deel uit van het district Seeland.
Vinelz telt 841 inwoners.